# Salvador Hormeu
 (octobre 2014).
Si vous disposez d'ouvrages ou d'articles de référence ou si vous connaissez des sites web de qualité traitant du thème abordé ici, merci de compléter l'article en donnant les références utiles à sa vérifiabilité et en les liant à la section « Notes et références ».
Salvador Hormeu Gardella, né le 18 septembre 1894 à Gérone (Catalogne, Espagne) et mort le 28 août 1992 à Barcelone, est un footballeur espagnol qui jouait au poste de milieu de terrain gauche.

## Biographie
Salvador Hormeu est un des pionniers du football dans la région de Gérone. Il fonde le club Strong FBC et il y joue entre 1909 et 1913. 
Il arrive au FC Barcelone en 1913 et il y reste jusqu'en 1918. Avec le Barça, il joue 46 matchs et marque 23 buts. Il joue sur l'aile gauche aux côtés du grand buteur Paulino Alcántara.
Après sa carrière de footballeur, il devient médecin.